# Samostan Hovhanavank
Hovhanavank (armensko Հովհաննավանք, latinizirano: Hovhannavank) je srednjeveški samostan Armenske apostolske cerkve v armenski vasi Oganavan.

## Zgodovina
Samostan je bil v svojem času  eden glavnih in najpomembnejših samostanov v Armeniji. V njem so hranili prt, v katerega je bil po smrti zavit Jezus Kristus, in žebelj, s katerim je bila pribita njegova desna roka. V samostanu so hranili tudi desno roko svetega Štefana. Kasneje so posmrtne ostanke svetega Štefana prenesli v Matični sedež svetega Ečmiadzina.
Samostan je trpel zaradi potresov in med rusko-perzijsko vojno zaradi obstreljevanja Hasan kana, vendar je bil vsakič obnovljen.

## Arhitektura
V samostanskem kompleksu so naslednje stavbe. 
- Bazilika sv. Gregorja (5. stoletje) ima enega redkih ikonostasov v Armeniji. Na severu so ob cerkvi ruševine cerkve prvih kristjanov iz začetka 4. stoletja.
- Surb Karapet (1216–1221), glavna samostanska cerkev v tlorisu grškega križa s kupolami. Stene so bogato okrašene z bas reliefi in ornamenti s krščanskimi motivi. Zgradil jo je knez Vače Vačutjan.
- Štiristebrni gavit je okrašen z odprtino za rotundo nad zgornjo svetlobno odprtino (1248–1550).

Južna stena cerkve in visoka kupola na dvanajststranem bobnu sta bili uničeni med močnim potresom leta 1919. V letih 1970–1990 so bili med obsežno rekonstrukcijo ti elementi cerkve obnovljeni. Do danes so se ohranili tudi ostanki trdnjavskega obzidja s stolpi iz 12. do 13. stoletja in starodavne grobnice.